# Prieuré de Saint-Gondon
Le prieuré de Saint-Gondon est à l'origine un monastère du XVe siècle devenu un prieuré rattaché à l'abbaye angevine du Mont-Glonne de Saint-Florent-le-Vieil, situé à Saint-Gondon, dans le Loiret en France.

## Protection
Il est inscrit aux Monuments historiques depuis le 7 octobre 1975 pour ses façades, toitures et sa cheminée de la grande salle de l'ancien logis.